# 野村裕基
野村 裕基（のむら ゆうき、1999年10月9日 - ）は、狂言方和泉流能楽師。狂言方和泉流野村万蔵家。二世野村萬斎の長男。
東京都出身。公称身長180cm。血液型はAB型。

## 略歴
- 2003年：『靱猿』で初舞台
- 2011年：『千歳』を披く。
- 2017年：『三番叟』を披く。
- 2020年：『奈須与市語』を披く。
- 2022年：慶應義塾大学法学部卒業。『釣狐』を披く。

## 出演

### テレビドラマ
- ソロモンの偽証（2021年10月3日 - 11月21日、WOWOW） - 柏木卓也 役[1]

### 舞台(伝統狂言以外)
ハムレット(2023年3月16日)世田谷パブリックシアター−ハムレット役　(演出−野村萬斎)

### ‰
- ブライト:サムライソウル（2021年10月12日、Netflix） - 主演・イゾウ 役[2]

### CM
- 公文（2017年 - ）